# Neusorg
Neusorg település Németországban, azon belül Bajorországban. Lakosainak száma 1939 fő (2023. december 31.). Neusorg Waldershof és Ebnath községekkel határos.

## Népesség
A település népessége az elmúlt években az alábbi módon változott:
| Lakosok száma | 1581 | 1885 | 2159 | 1887 | 1924 | 1931 | 1933 | 1926 | 1896 | 1939 |
|               | 1950 | 1975 | 1987 | 2012 | 2013 | 2015 | 2016 | 2019 | 2021 | 2023 |